# Willi Cleer
Willi Cleer (auch Willy Cleer; * 21. März 1889 in Frankfurt am Main; † 1955) war ein deutscher Automobilrennfahrer.

## Werdegang
Willi Cleer war Betreiber einer Autowerkstatt in Frankfurt am Main und trat in den 1920er-Jahren bei Berg- und Rundstreckenrennen im Deutschen Reich an. Von mindestens 1922 bis 1925 startete er – teilweise als Werksfahrer – für Stoewer und siegte u. a. 1924 beim Ettaler Bergrennen bei Garmisch-Partenkirchen (Winterfahrt des ADAC in Garmisch-Partenkirchen) sowie in der Klasse a (Rennwagen bis 2620 cm³ Hubraum) beim Feldbergrennen am Großen Feldberg im Taunus.
Beim I. Großen Preis von Deutschland am 11. Juli 1926 auf der AVUS in Berlin meldete Cleer privat einen Alfa Romeo RL Super Sport und belegte damit hinter Rudolf Caracciola (Mercedes) und Christian Riecken (NAG) den dritten Platz in der Gesamtwertung sowie hinter Riecken Rang zwei in der Klasse D (2000–3000 cm³).
Am 19. Juni 1927 nahm er auf einem Bugatti Type 39 am Eröffnungsrennen des Nürburgrings teil. Cleer startete in Gruppe 3b (1100–1500 cm³) und erreichte im gemeinsamen Rennen der Gruppen 2 und 3 den fünften Rang von sechs Wagen, die das Ziel erreichten. Sein Rückstand auf den Sieger Christian Werner (Mercedes) betrug nach 14 Runden mit knapp 400 km über eine halbe Stunde.
Beim Großen Preis von Deutschland 1927 vier Wochen später auf dem Nürburgring wurde Cleer mit seinem Bugatti T 39 Gesamt-Sechster sowie hinter Hugo Urban-Emmerich (Talbot 70) Zweiter der Klasse V.
Am Ende der Rennsaison 1927 zog sich Cleer vom aktiven Rennsport zurück. 1929 ist für ihn eine Nennung auf Stoewer bei der Coupe Internationale des Alpes (München–Como) verzeichnet.